# Joël Merlaud
 (juillet 2025).
Motif : Aucune source secondaire centrée et de qualité ne permet de vérifier la notoriété de ce joueur. cf Projet:Rugby à XV/Notoriété
- Archive Wikiwix
- Bing
- Cairn
- DuckDuckGo
- E. Universalis
- Gallica
- Google
- G. Books
- G. News
- G. Scholar
- Persée
- Qwant
- (zh) Baidu
- (ru) Yandex
- (wd) trouver des œuvres sur Wikidata

| 1. | Préciser le motif de la pose du bandeau. | Précisez le motif de la pose du bandeau en utilisant la syntaxe suivante : {{admissibilité à vérifier\|date=juillet 2025\|motif=remplacez ce texte par le motif}}                 |
| 2. | Informer les utilisateurs concernés.     | Pensez à avertir le créateur de l'article, par exemple, en insérant le code ci-dessous sur sa page de discussion : {{subst:avertissement admissibilité à vérifier\|Joël Merlaud}} |

Pas d'image ? Cliquez ici

a Compétitions nationales et continentales officielles uniquement.

Joël Merlaud est un ancien joueur de rugby à XV. Il est né le 25 février 1944 à Orléans. Avec 1,88m pour 96 kg, son poste de prédilection était seconde ligne.

## Biographie
- Boucau Tarnos
- 1966-1973 : CA Brive
- 1973-1978 : AS Mérignac
- SBUC

## Palmarès
- Vice-champion de France en 1972 avec le CA Brive.